# La Bâtie-Montsaléon
Pour les articles homonymes, voir Bâtie.
La Bâtie-Montsaléon est une commune française située dans le département des Hautes-Alpes, en région Provence-Alpes-Côte d'Azur.

## Géographie
La Bâtie-Montsaléon est située à 717 m d'altitude au cœur des pays du Buëch, à l'ouest du département des Hautes-Alpes.
Située au bord du Petit Buëch, juste avant son confluent avec le Buëch, la commune est également arrosée par le torrent de Maraise et ses affluents.
Elle est accessible par la route départementale 994, axe reliant Serres à Gap. La commune est desservie par les bus de la ligne B4 du réseau Zou!05 reliant Rosans et Serres à Veynes et Gap. Les gares ferroviaires les plus proches sont celles de Serres pour la direction d'Aix et Marseille, et de Veynes pour les directions de Gap-Briançon et Grenoble.

### Climat
Pour des articles plus généraux, voir Climat de Provence-Alpes-Côte d'Azur et Climat des Hautes-Alpes.
En 2010, le climat de la commune est de type climat méditerranéen altéré, selon une étude du Centre national de la recherche scientifique s'appuyant sur une série de données couvrant la période 1971-2000. En 2020, Météo-France publie une typologie des climats de la France métropolitaine dans laquelle la commune est exposée à un climat de montagne ou de marges de montagne et est dans la région climatique Alpes du sud, caractérisée par une pluviométrie annuelle de 850 à 1 000 mm, minimale en été.
Pour la période 1971-2000, la température annuelle moyenne est de 9,7 °C, avec une amplitude thermique annuelle de 17,4 °C. Le cumul annuel moyen de précipitations est de 927 mm, avec 7,6 jours de précipitations en janvier et 5,1 jours en juillet. Pour la période 1991-2020, la température moyenne annuelle observée sur la station météorologique de Météo-France la plus proche, « Le Saix », sur la commune du Saix à 6 km à vol d'oiseau, est de 10,2 °C et le cumul annuel moyen de précipitations est de 865,4 mm. 
La température maximale relevée sur cette station est de 39,3 °C, atteinte le 23 août 2023 ; la température minimale est de −19 °C, atteinte le 7 février 2012,,.
Les paramètres climatiques de la commune ont été estimés pour le milieu du siècle (2041-2070) selon différents scénarios d'émission de gaz à effet de serre à partir des nouvelles projections climatiques de référence DRIAS-2020. Ils sont consultables sur un site dédié publié par Météo-France en novembre 2022.

## Urbanisme

### Typologie
Au 1er janvier 2024, La Bâtie-Montsaléon est catégorisée commune rurale à habitat dispersé, selon la nouvelle grille communale de densité à 7 niveaux définie par l'Insee en 2022.
Elle est située hors unité urbaine et hors attraction des villes,.

### Occupation des sols
L'occupation des sols de la commune, telle qu'elle ressort de la base de données européenne d’occupation biophysique des sols Corine Land Cover (CLC), est marquée par l'importance des forêts et milieux semi-naturels (53,3 % en 2018), une proportion sensiblement équivalente à celle de 1990 (52,5 %). La répartition détaillée en 2018 est la suivante : 
forêts (44,6 %), terres arables (41,1 %), milieux à végétation arbustive et/ou herbacée (5,3 %), espaces ouverts, sans ou avec peu de végétation (3,5 %), prairies (2,3 %), zones urbanisées (1,7 %), zones agricoles hétérogènes (1,6 %).
L'évolution de l’occupation des sols de la commune et de ses infrastructures peut être observée sur les différentes représentations cartographiques du territoire : la carte de Cassini (XVIIIe siècle), la carte d'état-major (1820-1866) et les cartes ou photos aériennes de l'IGN pour la période actuelle (1950 à aujourd'hui).

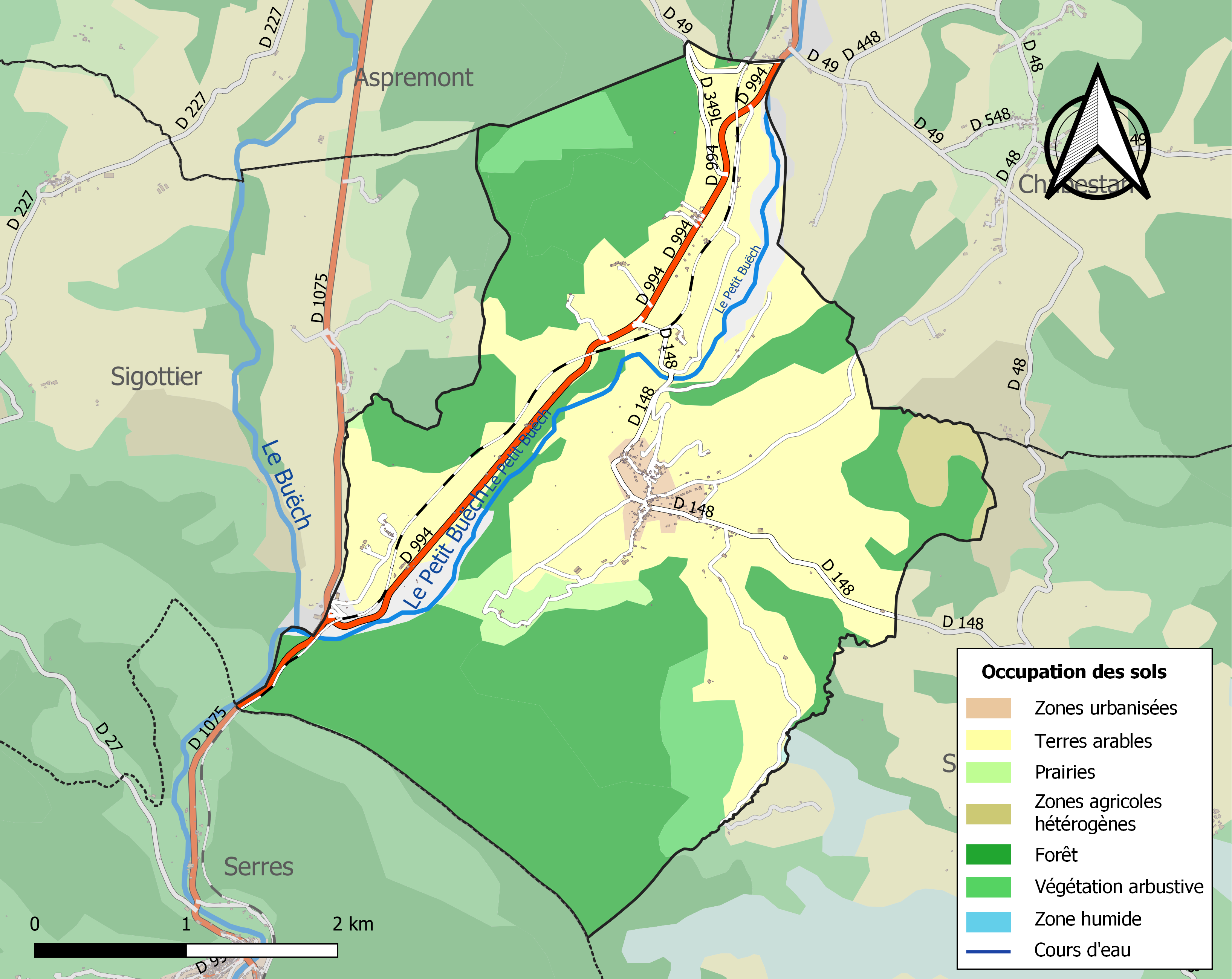
Carte de l'occupation des sols de la commune en 2018 (CLC).

## Toponymie
Le nom de la localité est attesté sous les formes Monte Seleuco, et Monte Seleuci au IVe siècle,, puis La Bastida Montis Ciley au XIVe siècle.
La Bâtie est la forme francisée des termes provençaux La Bastio, ou La Bastié, rappelant le terme de Bastide. On peut donc entendre le nom de la commune comme la bastide du Mons Seleucus, issu de son nom sous l'Empire romain.
Monte du latin montem, accusatif singulier de mons, mont, montagne; Seleuco et Seleuci sont issus des racines toponymiques, sal/sil/sel, qui ont le sens de « pierre/éboulis/ hauteur»[réf. nécessaire].
La Bastia-Montsaléon en occitan[réf. nécessaire].

## Histoire
Sous l'Empire romain, une agglomération secondaire était implantée sur le territoire de la commune : Mons Seleucus. Ce vicus était situé sur la voie romaine entre Die et Gap, et au-delà, le col du Montgenèvre. Le site est l'objet de fouilles archéologiques depuis 1804 à la demande du préfet Charles-François de Ladoucette ; elles ont permis de dégager une partie de la ville, qui comprenait une rue commerçante à portiques, et des thermes. A aussi été découverte une domus de 8 000 m2, dont le matériel exhumé fut en grande partie perdu. En 1836, des fouilles ont mis au jour une installation viticole, équipée notamment de dolia. Entre 1999 et 2001, C. Barbier a été chargé d'une mission de valorisation du patrimoine archéologique de la commune à l'issue de laquelle une synthèse collective a été publiée. En 2010, des fouilles sur une aire de 1 000 m2 ont mis au jour une aire cultuelle entourée d'un péribole à l'intérieur duquel se trouvait trois fana, un édicule et un petit bâtiment de service. À proximité se trouve un plus grand temple n'ayant pas fait l'objet de fouilles. Dans une favissa furent retrouvés des objets sacrés. Le site fut fréquenté de la période d'Auguste à la fin du IVe siècle (occupation attestée par des monnaies retrouvées de la période d'Auguste à celles d'Arcadius et Théodose à la fin du IVe siècle).
Début 2021, une campagne de fouille centrée sur l'ensemble cultuel a été réalisée confirmant le caractère religieux du lieu. Des urnes par paire et scellées, ont été retrouvées près des fana et sont en cours d'analyse.
C’est à proximité qu'a lieu, en 353, la bataille de Mons Seleucus entre Constance II et Magnence, qui décide de la défaite définitive du second.
Durant les guerres de Religion, Montbrun et Lesdiguières battent une troupe de catholiques le 8 mai 1574.

## Politique et administration

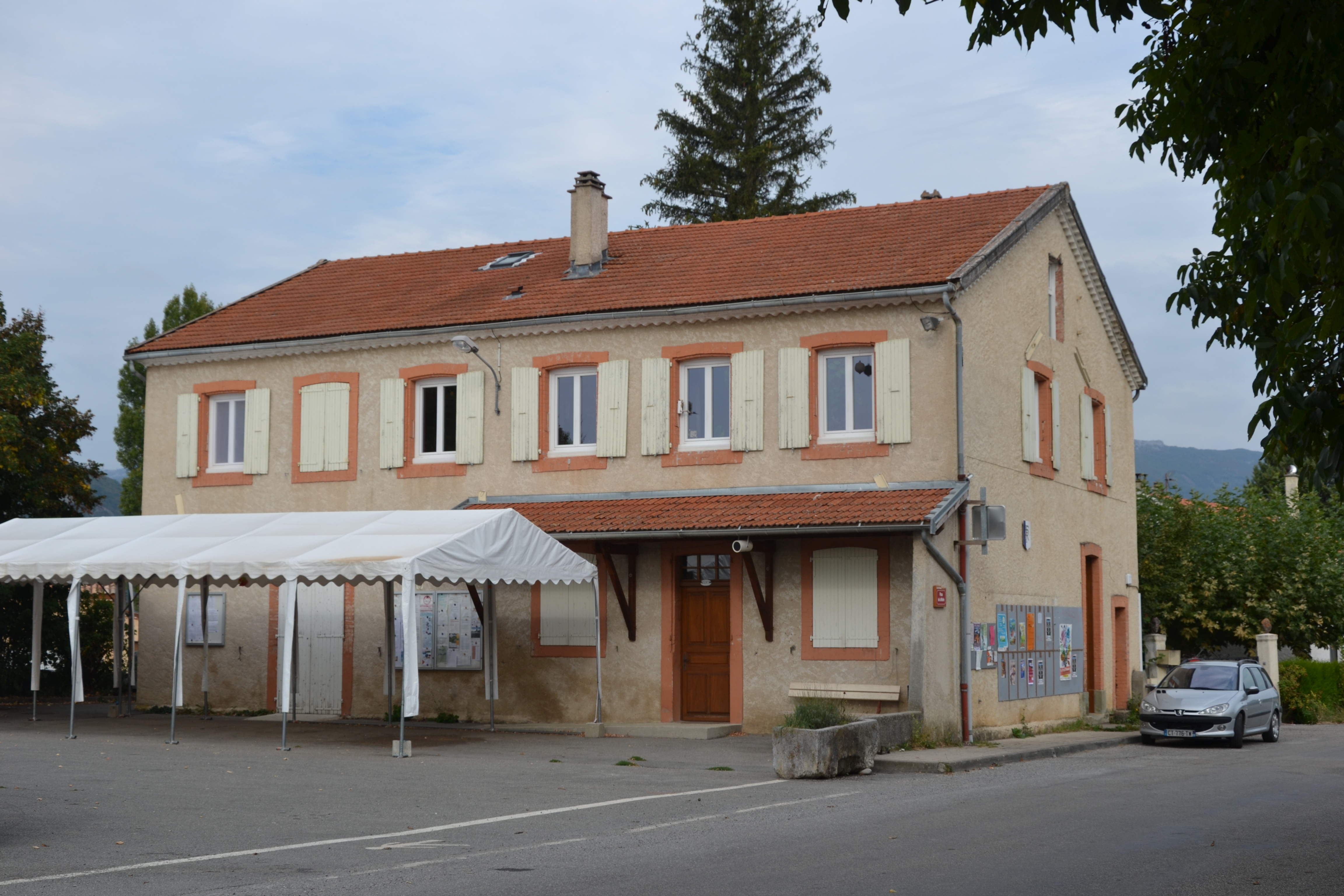
Mairie de La Bâtie-Montsaléon.

### Liste des maires
| Période                                  | Période   | Identité             | Étiquette | Qualité                           |
| ---------------------------------------- | --------- | -------------------- | --------- | --------------------------------- |
| Les données manquantes sont à compléter. |           |                      |           |                                   |
|                                          |           |                      |           |                                   |
| avant 2005                               | mars 2008 | Jean-Paul Devanthery |           |                                   |
| 2008                                     |           | Lionel Nusbaum,      |           |                                   |
| avril 2014                               | En cours  | Alain D'Heilly,      |           | Ancienne profession intermédiaire |

### Intercommunalité
La Bâtie-Montsaléon fait partie :
- de 1993 à 2017, de la communauté de communes du Serrois ;
- à partir du 1er janvier 2017, de la communauté de communes Sisteronais-Buëch.

## Population et société

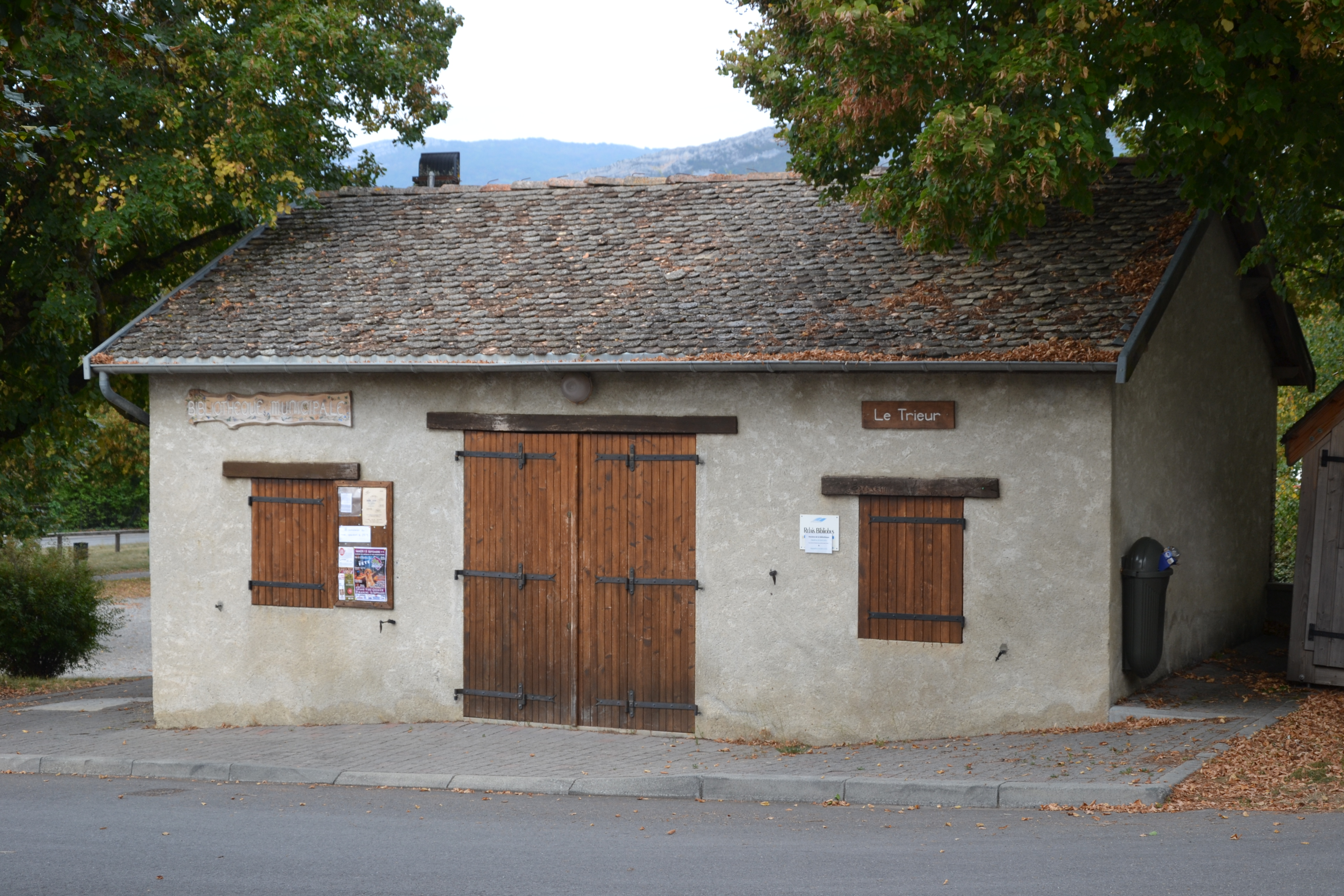
Bibliothèque municipale de La Bâtie-Montsaléon.

### Démographie
L'évolution du nombre d'habitants est connue à travers les recensements de la population effectués dans la commune depuis 1793. Pour les communes de moins de 10 000 habitants, une enquête de recensement portant sur toute la population est réalisée tous les cinq ans, les populations de référence des années intermédiaires étant quant à elles estimées par interpolation ou extrapolation. Pour la commune, le premier recensement exhaustif entrant dans le cadre du nouveau dispositif a été réalisé en 2007.

En 2022, la commune comptait 288 habitants, en évolution de +18,03 % par rapport à 2016 (Hautes-Alpes : +0,4 %, France hors Mayotte : +2,11 %).
| 1793 | 1800 | 1806 | 1821 | 1831 | 1836 | 1841 | 1846 | 1851 |
| ---- | ---- | ---- | ---- | ---- | ---- | ---- | ---- | ---- |
| 390  | 375  | 438  | 404  | 410  | 409  | 384  | 348  | 363  |

| 1856 | 1861 | 1866 | 1872 | 1876 | 1881 | 1886 | 1891 | 1896 |
| ---- | ---- | ---- | ---- | ---- | ---- | ---- | ---- | ---- |
| 330  | 322  | 308  | 293  | 329  | 296  | 286  | 265  | 243  |

| 1901 | 1906 | 1911 | 1921 | 1926 | 1931 | 1936 | 1946 | 1954 |
| ---- | ---- | ---- | ---- | ---- | ---- | ---- | ---- | ---- |
| 254  | 260  | 282  | 220  | 206  | 206  | 222  | 199  | 186  |

| 1962 | 1968 | 1975 | 1982 | 1990 | 1999 | 2006 | 2007 | 2012 |
| ---- | ---- | ---- | ---- | ---- | ---- | ---- | ---- | ---- |
| 154  | 134  | 132  | 134  | 137  | 136  | 183  | 189  | 220  |

| 2017 | 2022 | - | - | - | - | - | - | - |
| ---- | ---- | - | - | - | - | - | - | - |
| 254  | 288  | - | - | - | - | - | - | - |

## Économie
En plus d'une entreprise d'exploitation de carrière, « Clavel-Emery », plusieurs artisans sont installés dans la commune, dans les secteurs du bâtiment (maçonnerie, peintre trompe-l’œil, isolation), et dans l'alimentaire, ainsi qu'un potier. Le tourisme tient également une place, avec plusieurs types d'hébergement : deux campings, un gîte, plusieurs meublés, et un centre de vacances. Parmi les activités de loisir, proposées notamment aux touristes, la commune dispose d'un éco-musée d'histoire locale, ainsi que d'un aérodrome, pour la pratique du vol à voile. La commune est proche des pistes de SuperDévoluy.

## Culture locale et patrimoine

### Lieux et monuments

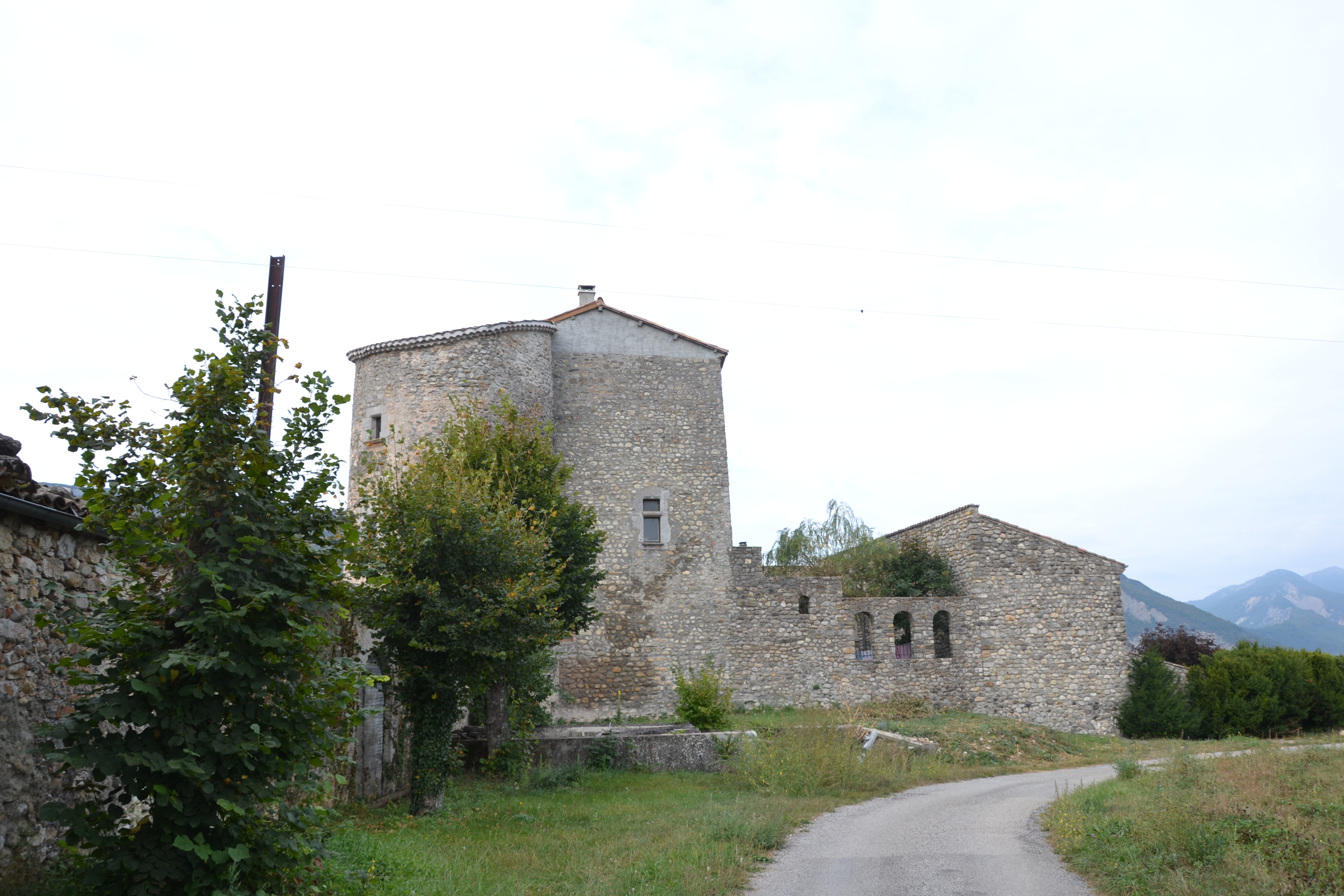
Château de La Bâtie-Montsaléon.

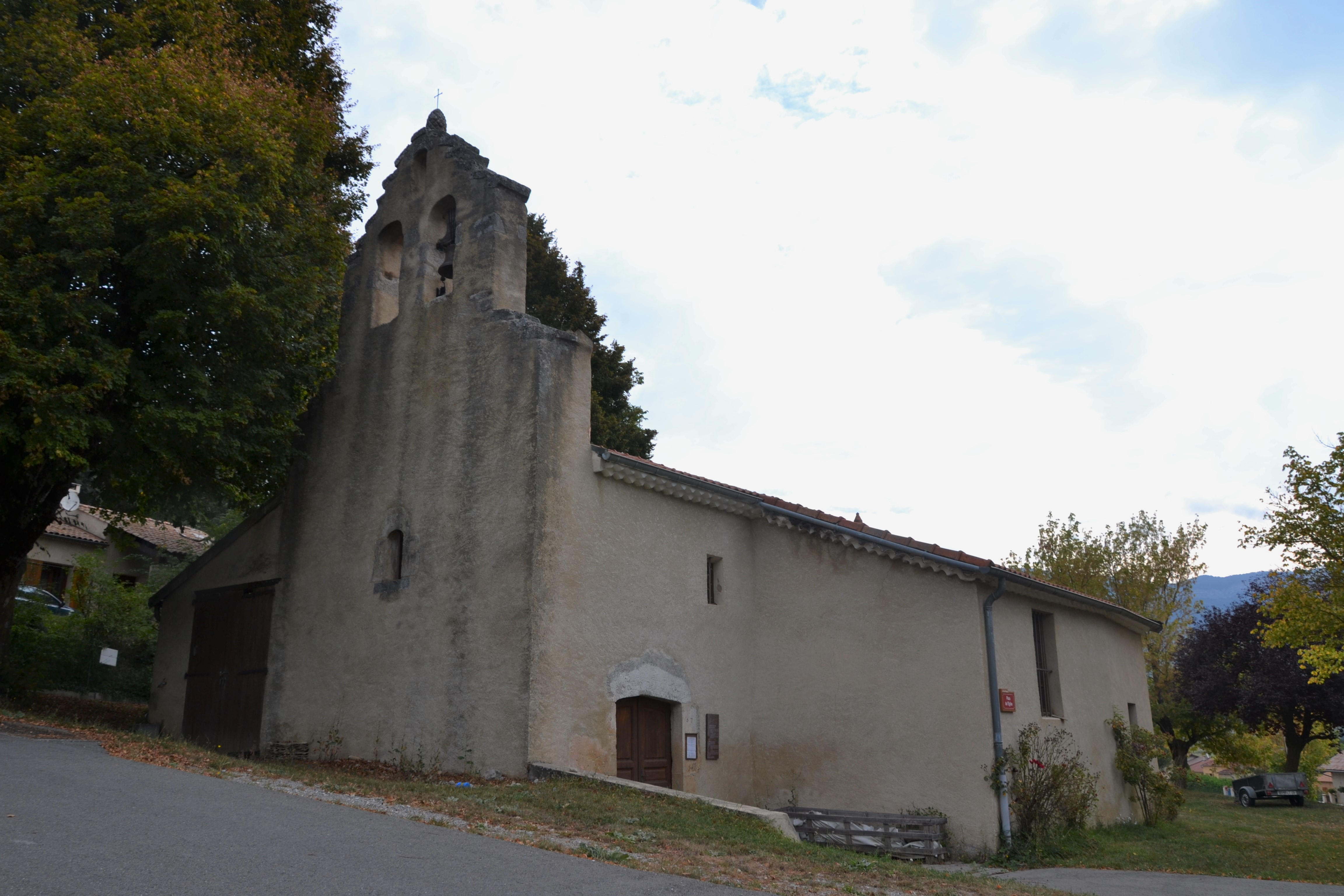
Église de l'Assomption de La Bâtie-Montsaléon.

- Château du XVe siècle
- L'église paroissiale de l'Assomption, du XVIIe siècle

### Personnalités liées à la commune
- Joseph de Bimard, baron de La Bastie-Montsaléon.

### Héraldique
| Blason de La Bâtie-Montsaléon | Blason  | Losangé de gueules et d'argent, au chef d'or, au lion de sinople lampassé de gueules brochant sur le tout. |
| Blason de La Bâtie-Montsaléon | Détails | Adopté par la municipalité.                                                                                |
| Blason de La Bâtie-Montsaléon | Alias   | D'azur au sautoir d'argent, cantonné de quatre mouchetures d'hermine de sable.                             |